# Alfa Romeo P3
L'Alfa Romeo Tipo B, più nota come Alfa Romeo P3, è una monoposto con motore 8 cilindri in linea progettata da Vittorio Jano e prodotta dall'Alfa Romeo tra il 1932 ed il 1935. Grazie alla numerose vittorie conquistate da, tra gli altri, Tazio Nuvolari e Achille Varzi è considerata una delle migliori auto da competizione mai costruite.

## Il contesto

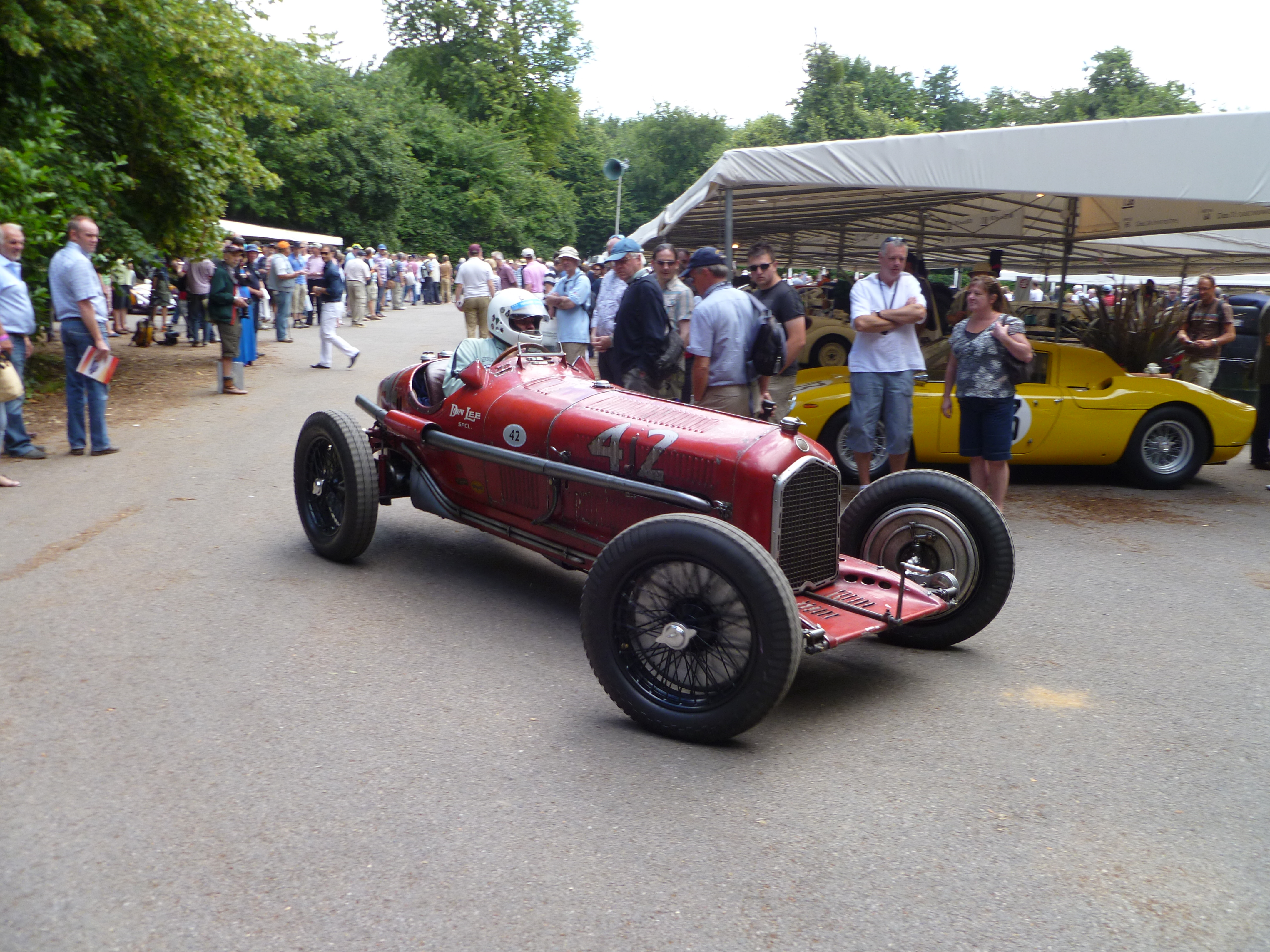
Un'Alfa Romeo P3 1932 ad un evento rievocativo

La Tipo B o, mai ufficialmente, P3, venne progettata da Vittorio Jano per competere nei Gran Premi in categoria Formula Libera ed è frutto della sintesi tra le precedenti 8C 2300 Monza e Tipo A. Fu una delle vetture più vincenti della casa del Portello e corse sia per la casa milanese che sotto l’egida della Scuderia Ferrari. Al suo debutto fu subito l’auto da battere e il progetto molto avanzato la rese competitiva dal 1932 fino al 1935 quando colse ancora alcune storiche vittorie. Enzo Ferrari ne fece anche realizzare un solo esemplare biposto per competere (e vincere) nella Mille Miglia 1935.
La Tipo B deve il suo nome ufficiale al fatto di essere stata la seconda vettura Alfa Romeo, dopo la Tipo A, progettata in origine come monoposto. Tuttavia viste le numerose vittorie ottenute la vettura venne sin da subito soprannominata dalla stampa specializzata e dagli appassionati P3, per indicarla come erede spirituale della gloriosa Alfa Romeo P2, la vincitrice del primo campionato del mondo nel 1925, da cui tuttavia non ereditava parti meccaniche specifiche ma al massimo concetti di progettazione.

## La vettura
Il suo sviluppo si divide in tre momenti separati, nel 1932, nel 1934 e nel 1935, per via della situazione economica della casa milanese e per il cambio di regolamento nella formula Gran Prix, da formula libera a formula 750 Kg.

### Il 1932

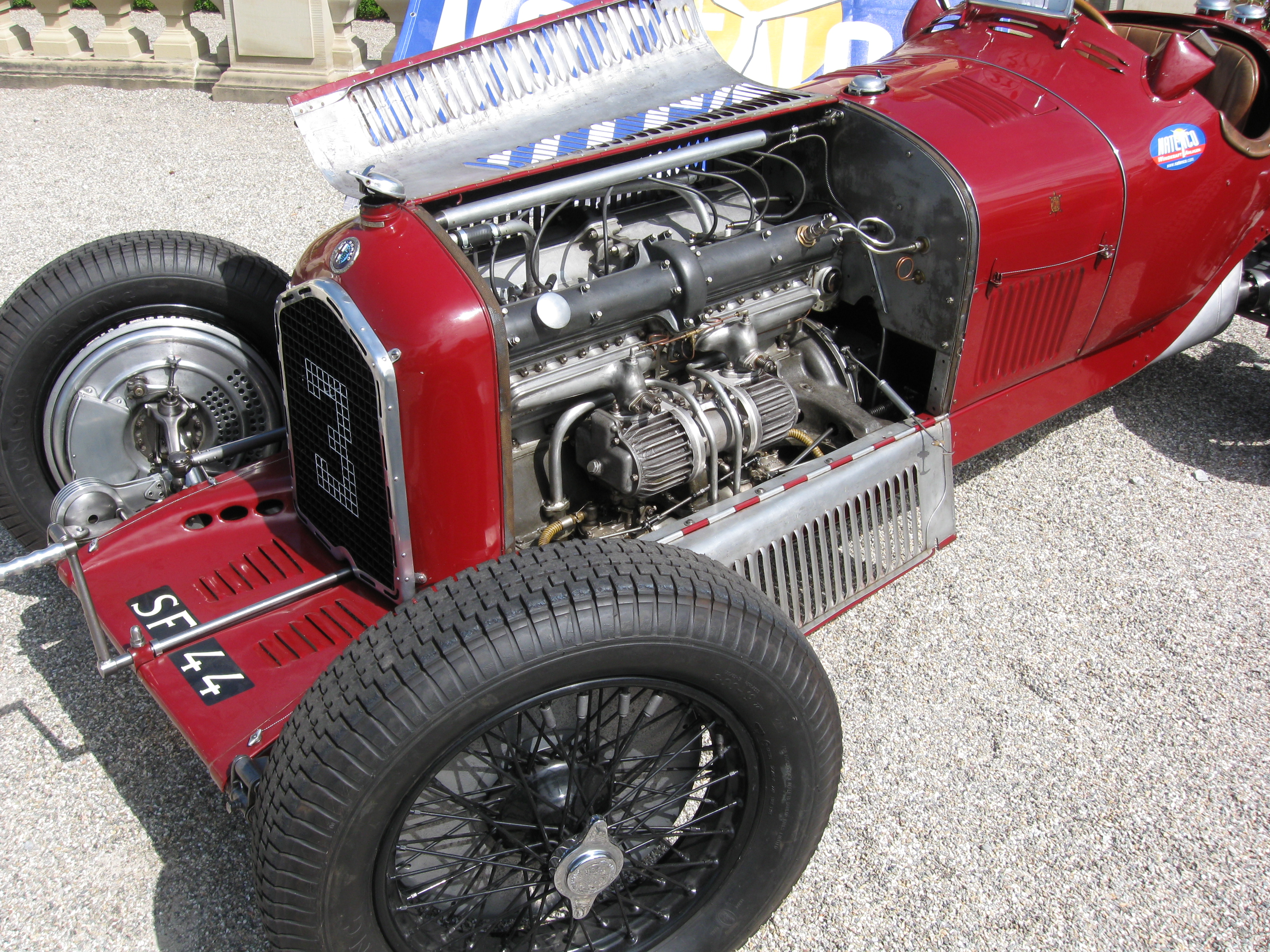
Il motore della P3

Vittorio Jano e la sua équipe si misero all’opera per creare una vettura vincente che eliminasse i problemi di peso della pur valida 8C 2300 Monza e le complicazioni inutili della Tipo A dotata di due motori affiancati, e che sintetizzasse le qualità migliori di entrambe.
Il telaio a longheroni e traverse in acciaio stampato a “C” deriva da quello della Tipo A, debitamente accorciato e modificato per accogliere il motore 8 cilindri in linea della 8C 2300 elaborato. Il motore è un otto cilindri in linea bialbero sovralimentato con cilindrata aumentata a 2654 cm3 (alesaggio x corsa: 65 x 100 mm), derivato da quello che equipaggiava la 8C 2300 Monza. 
Si tratta di un propulsore molto avanzato per l’epoca dato che anche questo, come gli altri motori 8 cilindri in linea Alfa Romeo, è realizzato tutto in lega leggera e usa la soluzione biblocco per evitare i problemi congeniti di torsione dell’albero motore e degli alberi a camme. Per risolvere questo problema Vittorio Jano divise il motore in due blocchi di 4 cilindri, ciascuno con propri alberi motore e alberi a camme, separati al centro dagli organi di comando della distribuzione. L’alimentazione è garantita da due carburatori Weber monocorpo e da due compressori volumetrici a lobi Roots posti sul lato sinistro del motore, azionati dagli ingranaggi della distribuzione. Accensione a magnete, lubrificazione a carter secco e raffreddamento ad acqua completano il propulsore che, in questa configurazione, erogava 215 CV a 5600 giri/minuto.
La frizione multidisco, il cambio a 4 marce e il differenziale sono in blocco con il motore. Proprio nella trasmissione e nel ponte posteriore si trovano le caratteristiche più originali della P3. Jano, per ridurre la tendenza al sovrasterzo innata nelle vetture GP di allora, pose il differenziale subito dopo il cambio e trasmise il moto fino alle ruote posteriori attraverso due semiassi di trasmissione obliqui, disposti “a triangolo”, e con due coppie coniche. Le sospensioni anteriori e posteriori sono ad assale rigido con balestre semiellittiche e ammortizzatori a frizione, doppi al retrotreno e freni a tamburo a comando meccanico sulle quattro ruote.
La monoposto, pesante solo 680 Kg con una carrozzeria semplice e filante, nel 1932 raggiungeva i 225 Km/h e venne prodotta in 6 esemplari.

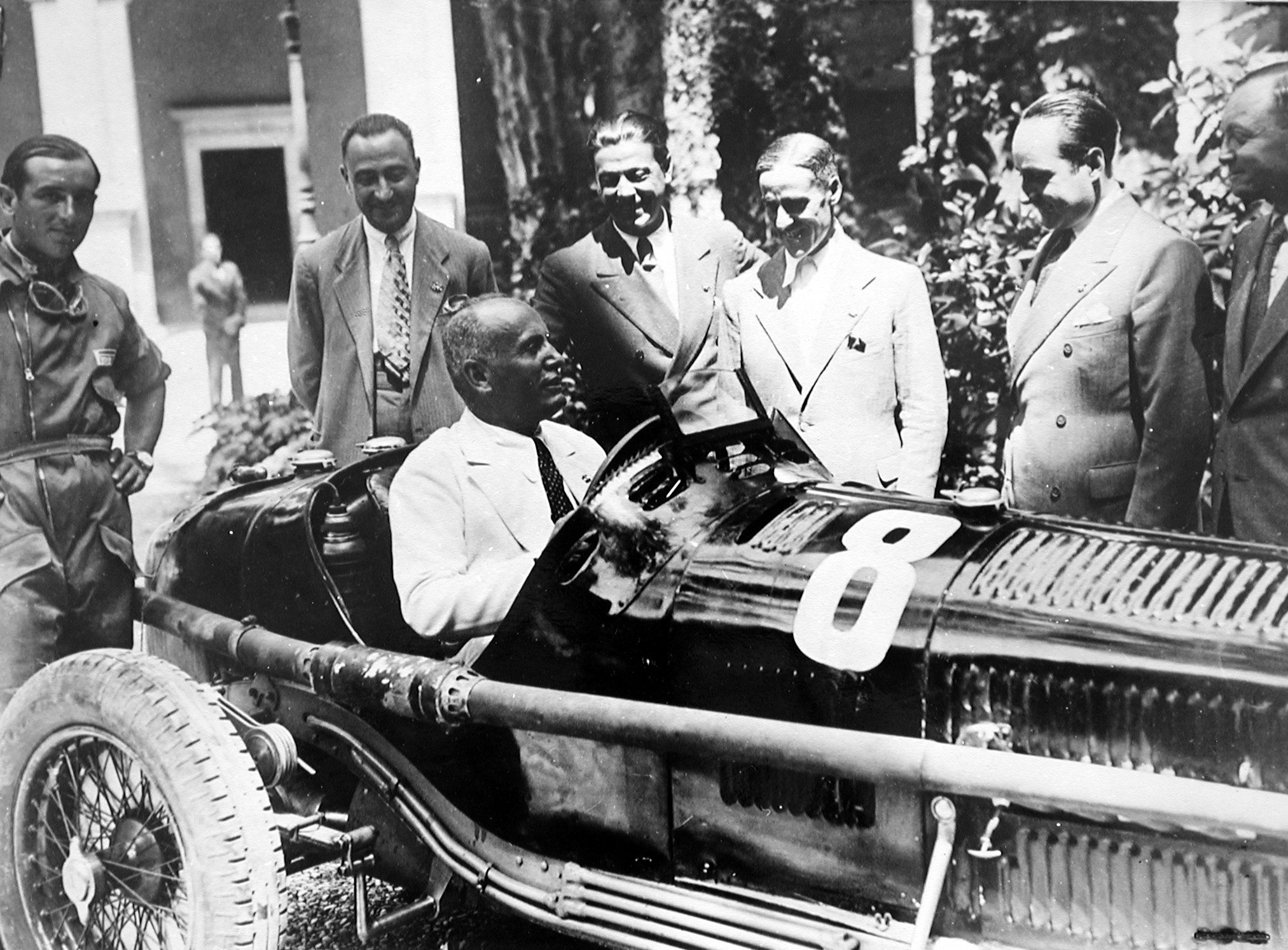
Roma, 19 agosto 1932. La Squadra Corse Alfa Romeo, di ritorno dalla vittoriosa trasferta a Pescara, viene ricevuta nel cortile di Palazzo Venezia da Benito Mussolini che entra nell'abitacolo dell'Alfa Romeo Tipo B P3, con la quale Tazio Nuvolari ha conquistato la prestigiosa Coppa Acerbo, così cumulando i titoli di Campione italiano e Campione internazionale. Da sinistra in piedi: Giovanni Tabacchi (meccanico di Nuvolari), un dirigente sconosciuto, Prospero Gianferrari (dirigente Alfa Romeo), Tazio Nuvolari, Achille Starace e Baconin Borzacchini.

### Il 1934
Quell’anno entrò in vigore un nuovo regolamento dei Gran Prix che prevedeva peso massimo a vuoto senza pneumatici di 750 Kg, cilindrata massima libera e larghezza massima della carrozzeria non inferiore a 850 mm. La Formula 750 Kg si prospettava interessante per via dell’annunciata partecipazione delle nuove Mercedes-Benz e Auto Union, le Frecce d’argento, dopo il dominio della P3 degli anni precedenti.

Per combattere le monoposto tedesche l'Alfa Romeo costruì 7 nuovi esemplari di P3 aggiornata allargando adeguatamente l’abitacolo, appesantendola fino a 750 Kg e soprattutto intervenendo sulla meccanica. Il motore venne potenziato aumentando l’alesaggio a 68 mm e la cilindrata totale a 2905 cm3 per una potenza finale di 255 CV a 5400 giri/minuto mentre il cambio venne rinforzato eliminando la 1ª marcia e irrobustendo gli ingranaggi delle altre 3. L’ingegnere aeronautico della Breda Cesare Pallavicino aveva anche messo a punto, dopo una lunga serie di test sull’autostrada Milano-Laghi, una versione aerodinamica della Tipo B P3 per competere sui circuiti veloci.

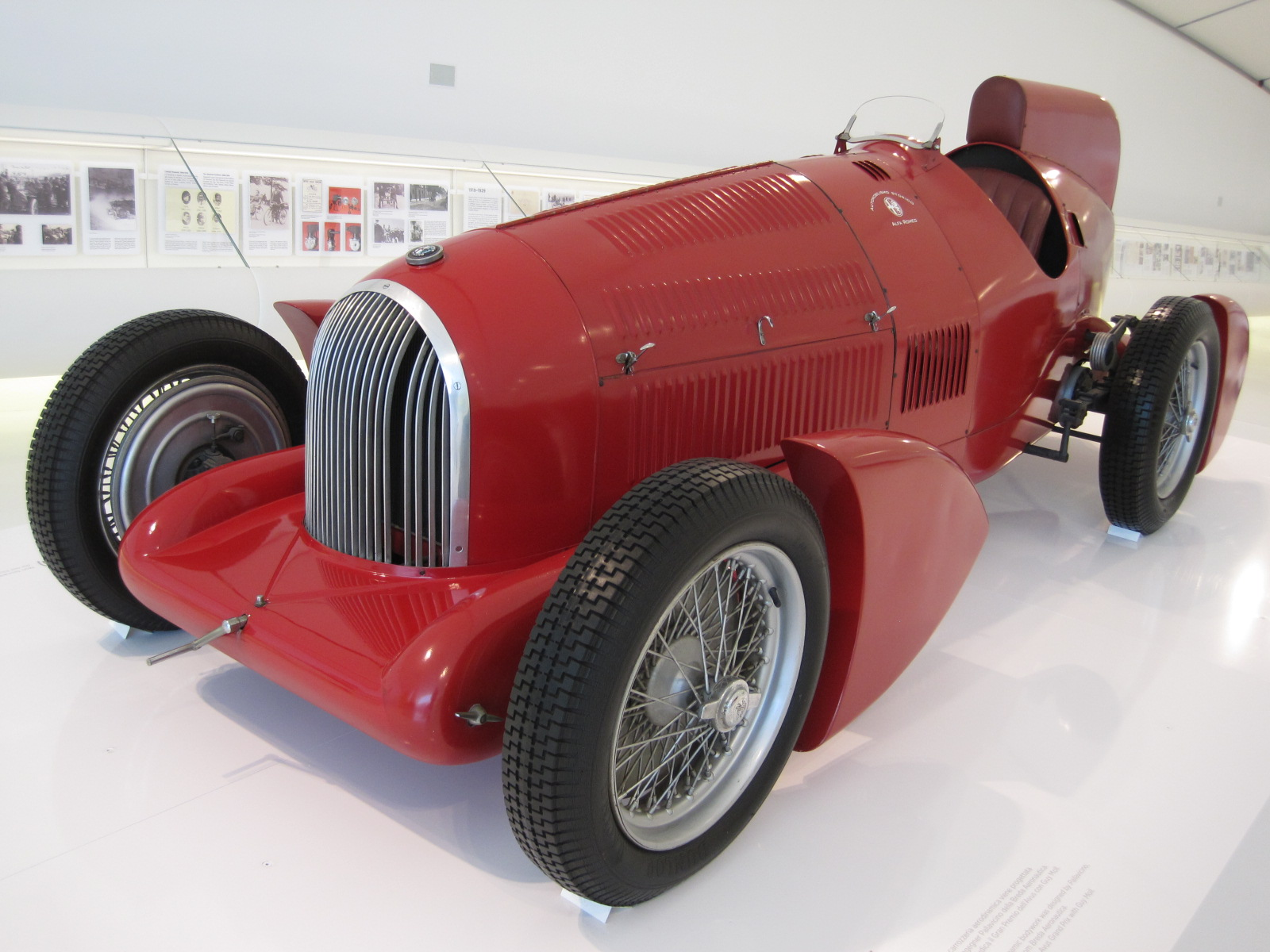
La Tipo B P3 "Aerodinamica"

### Il 1935
Nel 1935 la Scuderia Ferrari, che gestiva le P3 dalla fine del 1933, schierò in campo una versione ancora aggiornata della Tipo B con cilindrata aumentata prima a 3165 cm3 (alesaggio x corsa: 77 x 100 mm) e poi a 3822 cm3 per accrescere la potenza fino a 265 CV a 5400 giri/minuto e portare la velocità massima a 275 Km/h. Inoltre vennero montati freni a tamburo a comando idraulico, sospensioni posteriori con ammortizzatori idraulici e sistema a balestrine semicantilever e, solo sulle vetture di Nuvolari e Chiron, sospensioni anteriori indipendenti tipo Dubonnet. Inoltre Enzo Ferrari decise di iscrivere alla Mille Miglia 1935, oltre alle vetture vincitrici negli anni passati, anche una Tipo B modificata per partecipare alle gare su strada in categoria Sport.

## Le competizioni
Il debutto avvenne il 5 giugno 1932, al 10º Gran Premio d’Italia a Monza, con Tazio Nuvolari al volante, e fu un altro degli esordi vittoriosi della casa milanese. La stagione proseguì con altre sei vittorie, tra cui i più importanti gran Premi dell'epoca, vale a dire quelli di Francia e di Germania. L'altro pilota era il tedesco Rudolf Caracciola. Grazie a questi successi, l'Alfa Romeo vinse con Nuvolari il Campionato Internazionale Automobilistico, basato quell'anno proprio sui Gran Premi d'Italia, Francia e Germania.
Nel 1933 il reparto che si occupava delle competizioni, l'Alfa Corse, venne chiuso a causa della crisi finanziaria che interessava l'Alfa Romeo. La partecipazione diretta alle competizioni fu di conseguenza sospesa. Tuttavia tutto il materiale delle Alfa Romeo da competizione venne trasferito alla Scuderia Ferrari di Modena, che preparava e portava in gara le vetture da competizione fin dal 1929. In quell'anno non partecipò alle prime 25 competizioni e riprese l'attività nelle competizioni in agosto. Vinse 6 delle 11 corse, tra cui i Gran Premi di Italia e di Spagna.

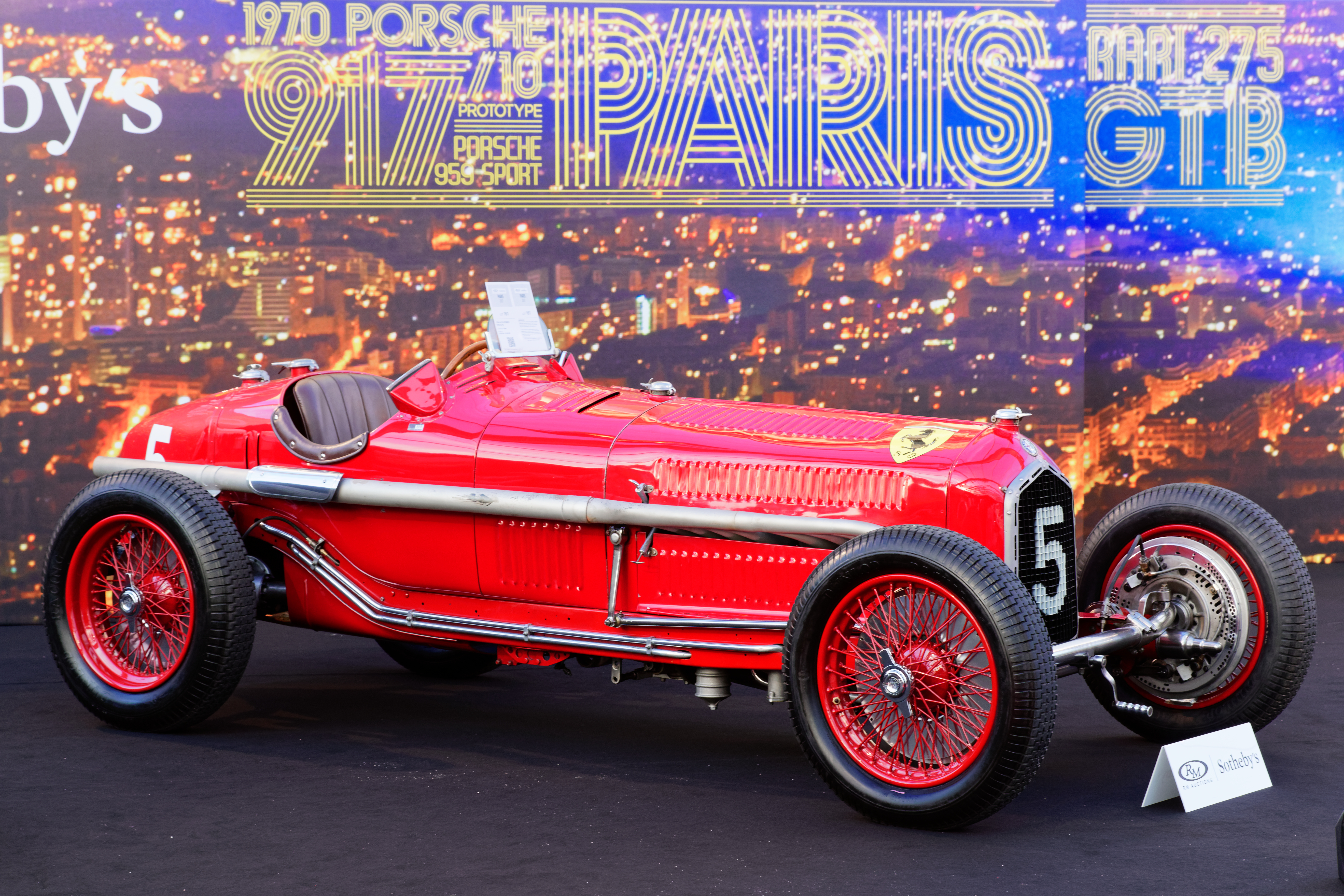
L'Alfa Romeo Tipo B P3 del 1934 (con sospensioni anteriori Dubonnet) ex-Scuderia Ferrari esposta a Parigi

All’inizio della stagione 1934 le Alfa Romeo riscossero una buona serie di vittorie a Monaco, ad Alessandria, al Gp di Tripoli e alla Targa Florio e, con la versione aerodinamica, all’AVUS a Berlino. Al Gp di Francia la P3 ottenne una storica tripletta con Luis Chiron 1°, Achille Varzi 2° e Guy Moll 3°. Dopo questa affermazione tuttavia i progetti più moderni e avanzati delle Mercedes-Benz W125 e della Auto Union Typ A divennero definitivamente competitive e affidabili vincendo le altre quattro competizioni maggiori della stagione europea lasciando alla P3 solo vittorie minori. Nel complesso la P3 vinse comunque 18 dei 35 Gran Premi programmati per quella stagione.
Il 1935 fu caratterizzato da una perdita di competitività a causa della superiorità delle automobili tedesche. Questo però non impedì alla P3 di conquistare un'ultima importante vittoria: il Gran Premio di Germania in cui Tazio Nuvolari accantonò la nuova ma già superata 16C Bimotore per la "vecchia" P3 e conquistò una vittoria entrata nella leggenda, sotto lo sguardo attonito di 300.000 spettatori tedeschi, tra cui numerosi dirigenti del partito nazista. Condusse una gara in rimonta e quando arrivò in testa fu superato dalla più potente Mercedes Benz W25 di Manfred von Brauchitsch a causa di un imprevisto ai box per la rottura della pompa della benzina manuale per il rifornimento, ma riuscì a rimontare e superare all'ultimo giro l'avversario tedesco che aveva consumato le gomme al punto di farle scoppiare. Nonostante la ormai schiacciante superiorità tedesca la versatilità e l'agilità della P3 permisero alla vettura di vincere comunque 16 dei 39 Gran Premi della stagione 1935.

### La Tipo B P3 "Sport"

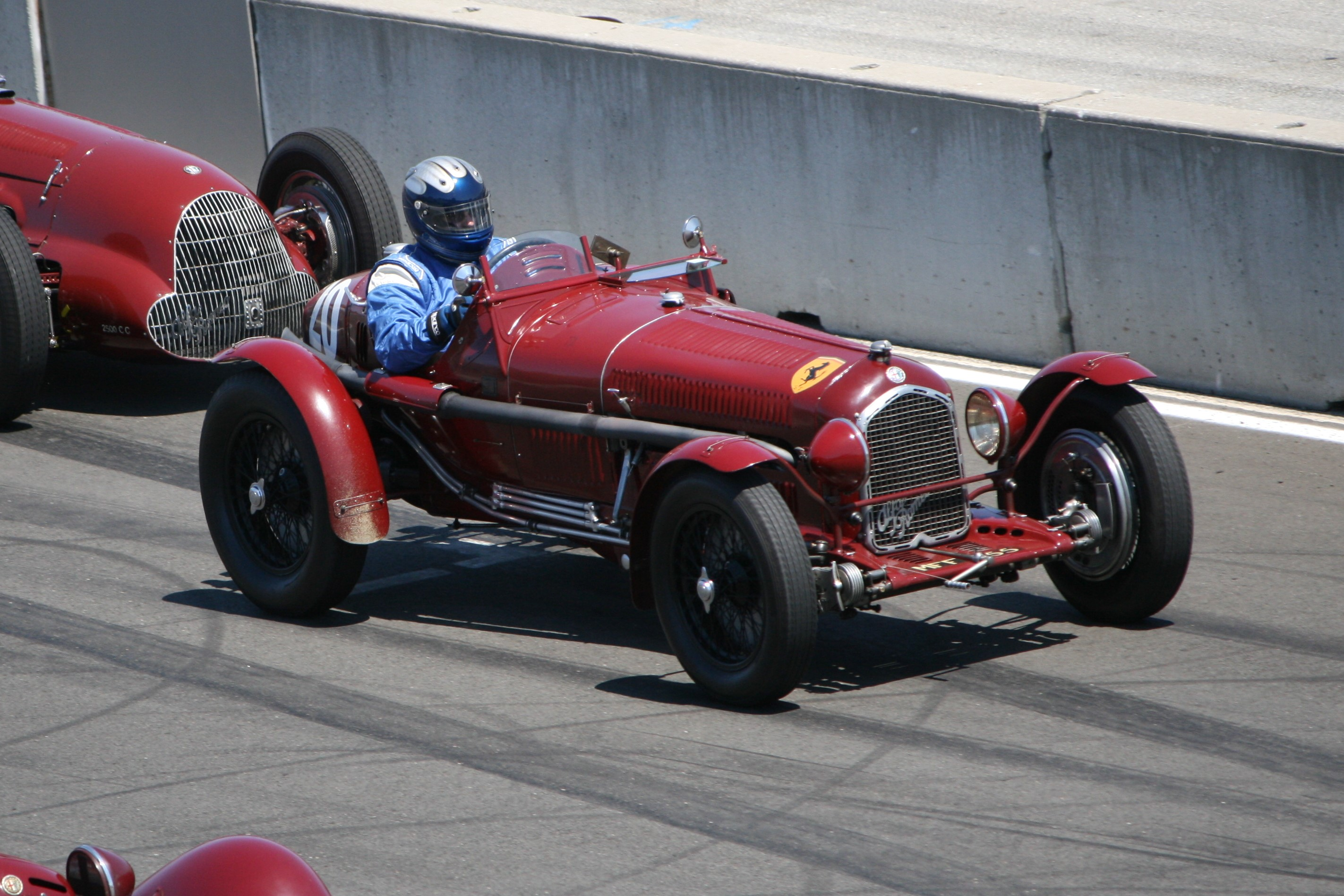
L'Alfa Romeo Tipo B P3 Biposto del 1934 al Rolex Monterey Motorsports Reunion nel 2008. si noti come i fanali anteriori siano stati ruotati per l'uso in pista

Alla Mille Miglia 1935 la Scuderia Ferrari decise di iscrivere, oltre alle vetture dell’anno passato, anche una Tipo B P3 modificata per partecipare alle gare su strada in categoria Sport. Partendo da una vettura con motore 2654 cm3 da 220 CV a 5500 giri/minuto venne realizzata un’angusta biposto con volante spostato sul lato destro, parafanghi, dinamo, batteria, fari, avviamento elettrico, e ruota di scorta; tutto ciò di cui una vettura da pista avesse bisogno per essere ammessa alla circolazione stradale a metà anni '30. Venne affidata al pilota Carlo Maria Pintacuda che scelse il marchese Alessandro Dalla Stufa come suo compagno di viaggio in virtù della sua corporatura minuta che gli consentiva di sedersi nel piccolo abitacolo scoperto. Naturalmente vinsero la gara con oltre 40 minuti di vantaggio sul secondo classificato alla media di 114,72 Km/h. L'anno successivo la stessa vettura venne affidata a Clemente Biondetti che la condusse al 4º posto, dietro le tre nuove Alfa Romeo 8C 2900 A Botticella.

## I piloti
| Anno | Piloti |
| ---- | --- |
| 1932 | Tazio Nuvolari, Rudolf Caracciola, Giuseppe Campari, Mario Umberto Borzacchini |
| 1933 | Louis Chiron, Giuseppe Campari, Luigi Fagioli |
| 1934 | Achille Varzi, Louis Chiron, Guy Moll, Carlo Felice Trossi, Gianfranco Comotti, Mario Tadini, Pietro Ghersi, Marcel Lehoux |
| 1935 | Tazio Nuvolari, Raymond Sommer, Louis Chiron, Carlo Felice Trossi, Gianfranco Comotti, Raph, René Dreyfus, Mario Tadini, Antonio Brivio, Ferdinando Barbieri, Pietro Ghersi, Carlo Pintacuda, Attilio Marinoni, Richard Shuttleworth |
| 1936 | Raymond Sommer, Franco Cortese, Raph, Renato Balestrero, Charles Martin, José de Villapadierna, Carlo Maria Pintacuda |

## Le vittorie

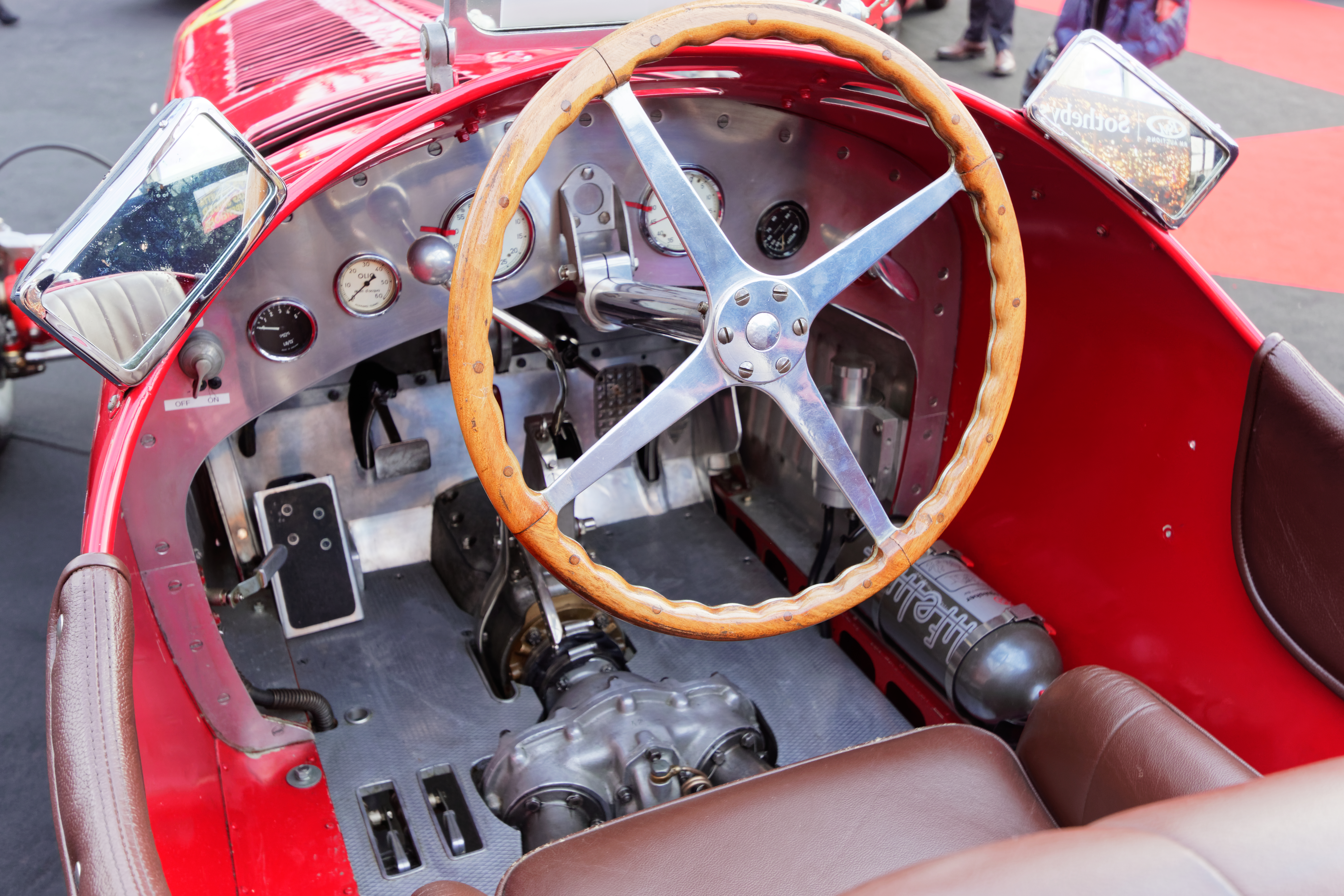
Il posto di guida di una P3 del 1934, comune anche agli altri esemplari

Di seguito le 46 vittorie conquistate dalla P3 nelle varie stagioni.
| Anno | Gran Premio                | Pilota                                        |
| ---- | -------------------------- | --------------------------------------------- |
| 1932 | Gran Premio d'Italia       | Tazio Nuvolari                                |
| 1932 | Gran Premio di Francia     | Tazio Nuvolari                                |
| 1932 | Gran Premio di Germania    | Rudolf Caracciola                             |
| 1932 | Coppa Ciano                | Tazio Nuvolari                                |
| 1932 | Coppa Acerbo               | Tazio Nuvolari                                |
| 1932 | Gran Premio di Monza       | Rudolf Caracciola                             |
| 1933 | Coppa Acerbo               | Luigi Fagioli                                 |
| 1933 | Gran Premio di Comminges   | Luigi Fagioli                                 |
| 1933 | Gran Premio di Francia     | Louis Chiron                                  |
| 1933 | Gran Premio d'Italia       | Luigi Fagioli                                 |
| 1933 | Circuito di Masaryk        | Louis Chiron                                  |
| 1933 | Gran Premio di Spagna      | Louis Chiron                                  |
| 1934 | Gran Premio di Monaco      | Guy Moll                                      |
| 1934 | Gran Premio di Alessandria | Achille Varzi                                 |
| 1934 | Gran Premio di Tripoli     | Achille Varzi                                 |
| 1934 | Gran Premio del Marocco    | Louis Chiron                                  |
| 1934 | Targa Florio               | Achille Varzi                                 |
| 1934 | Internationale Avus Rennen | Guy Moll                                      |
| 1934 | Mannin Moar                | Brian Lewis                                   |
| 1934 | Gran Premio di Montreux    | Carlo Felice Trossi                           |
| 1934 | Gran Premio di Penya Rhin  | Achille Varzi                                 |
| 1934 | Gran Premio di Francia     | Louis Chiron                                  |
| 1934 | Gran Premio della Marna    | Louis Chiron                                  |
| 1934 | Gran Premio di Vichy       | Carlo Felice Trossi                           |
| 1934 | Gran Premio di Germania    | Tazio Nuvolari                                |
| 1934 | Coppa Ciano                | Achille Varzi                                 |
| 1934 | Gran Premio di Nizza       | Achille Varzi                                 |
| 1934 | Gran Premio di Comminges   | Gianfranco Comotti                            |
| 1934 | Circuito di Biella         | Carlo Felice Trossi                           |
| 1935 | Gran Premio di Pau         | Tazio Nuvolari                                |
| 1935 | Circuito di Bergamo        | Tazio Nuvolari                                |
| 1935 | Gran Premio di Francia     | Raymond Sommer                                |
| 1935 | Circuito di Biella         | Tazio Nuvolari                                |
| 1935 | Gran Premio della Lorena   | Louis Chiron                                  |
| 1935 | Gran Premio della Marna    | René Dreyfus                                  |
| 1935 | Gran Premio di Dieppe      | René Dreyfus                                  |
| 1935 | Circuito di Varese         | Vittorio Belmondo                             |
| 1935 | Gran Premio di Germania    | Tazio Nuvolari                                |
| 1935 | Gran Premio di Comminges   | Raymond Sommer                                |
| 1935 | Coppa Ciano                | Tazio Nuvolari, Mario Tadini                  |
| 1935 | Gran Premio di Nizza       | Tazio Nuvolari                                |
| 1935 | Gran Premio d'Inghilterra  | Richard Shuttleworth                          |
| 1935 | Coppa della Sila           | Antonio Brivio                                |
| 1935 | Campionato di Brooklands   | Richard Shuttleworth                          |
| 1935 | Mille Miglia               | Carlo Maria Pintacuda, Alessandro dalla Stufa |

## Galleria d'immagini d'epoca

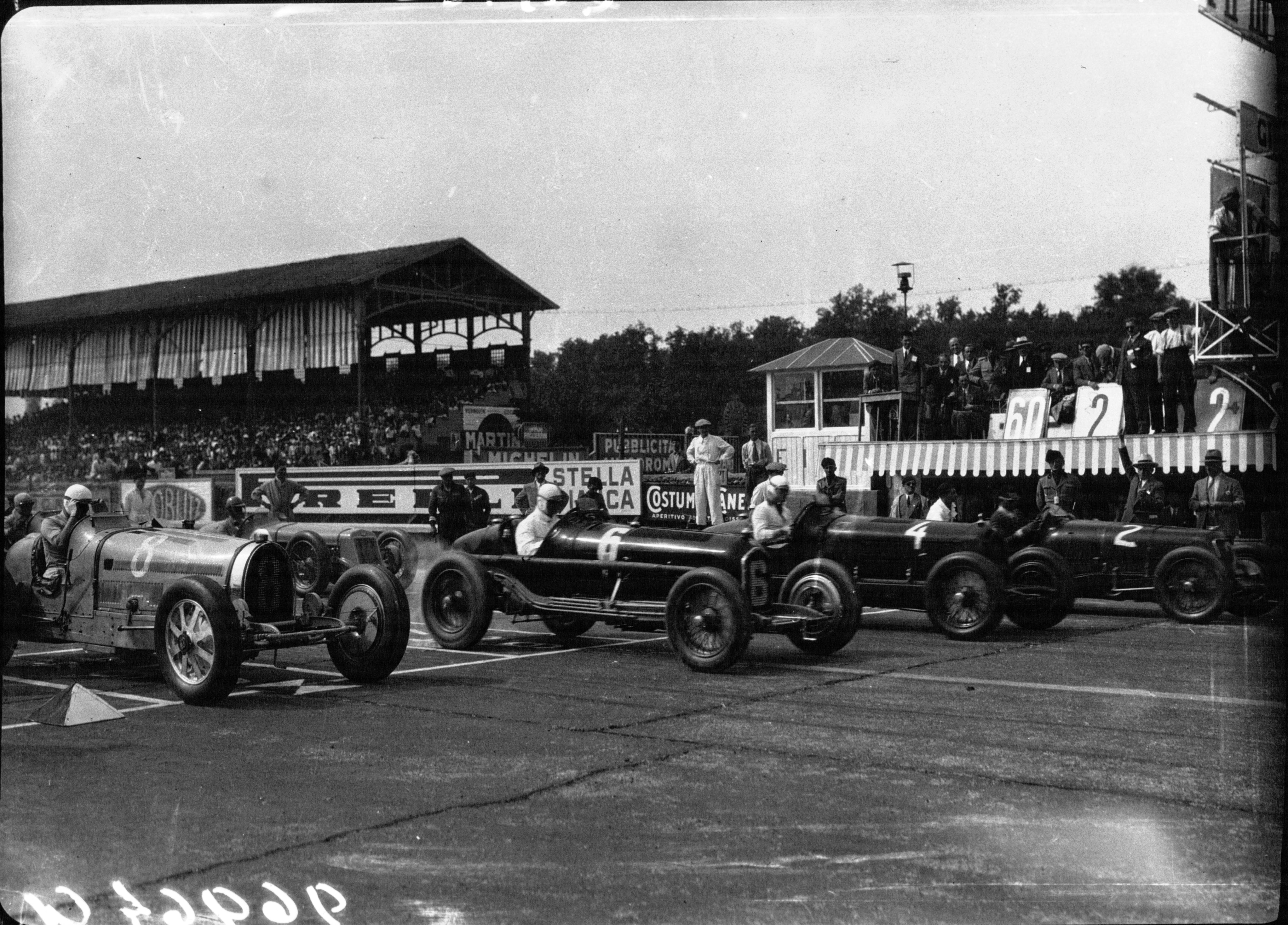
La griglia di partenza del Gran Premio di Monza 1932, al centro Rudolf Caracciola sulla Tipo B P3
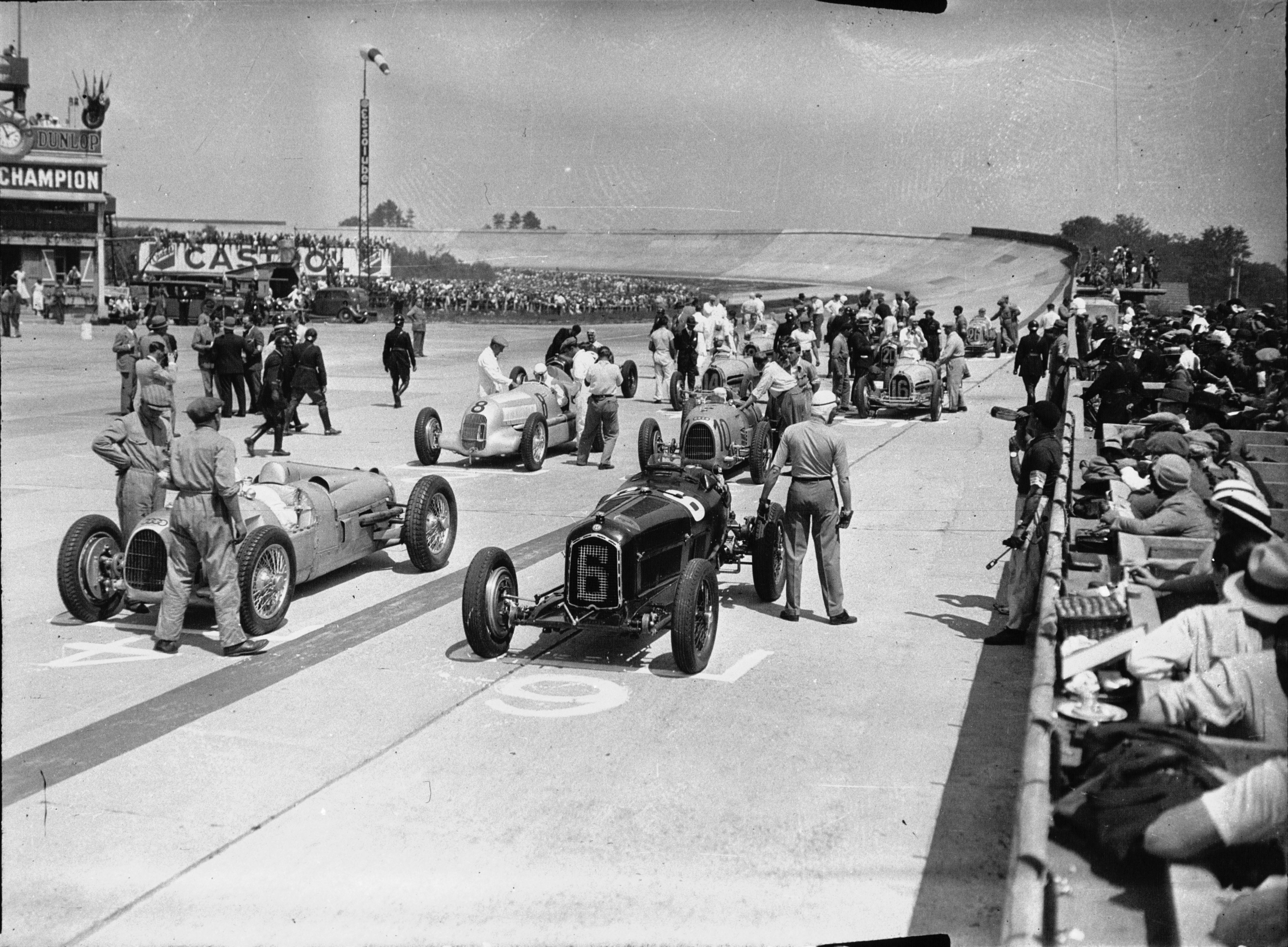
La griglia di partenza del Gran Premio di Francia 1934, evidente il confronto fra la P3 (a destra) e l'Auto Union Typ A (a sinistra)
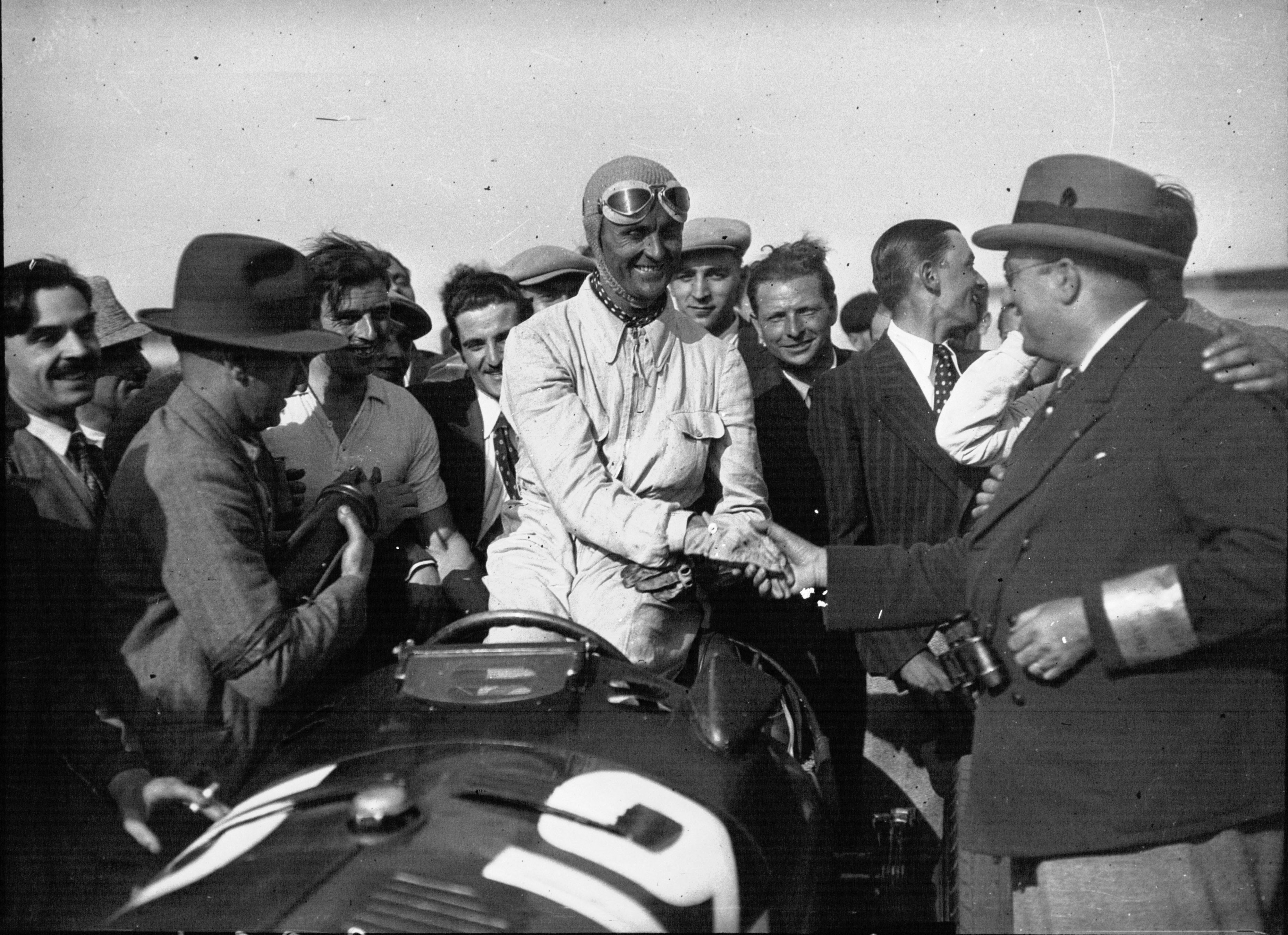
Louis Chiron festeggia dopo aver vinto il Gran Premio di Francia 1934
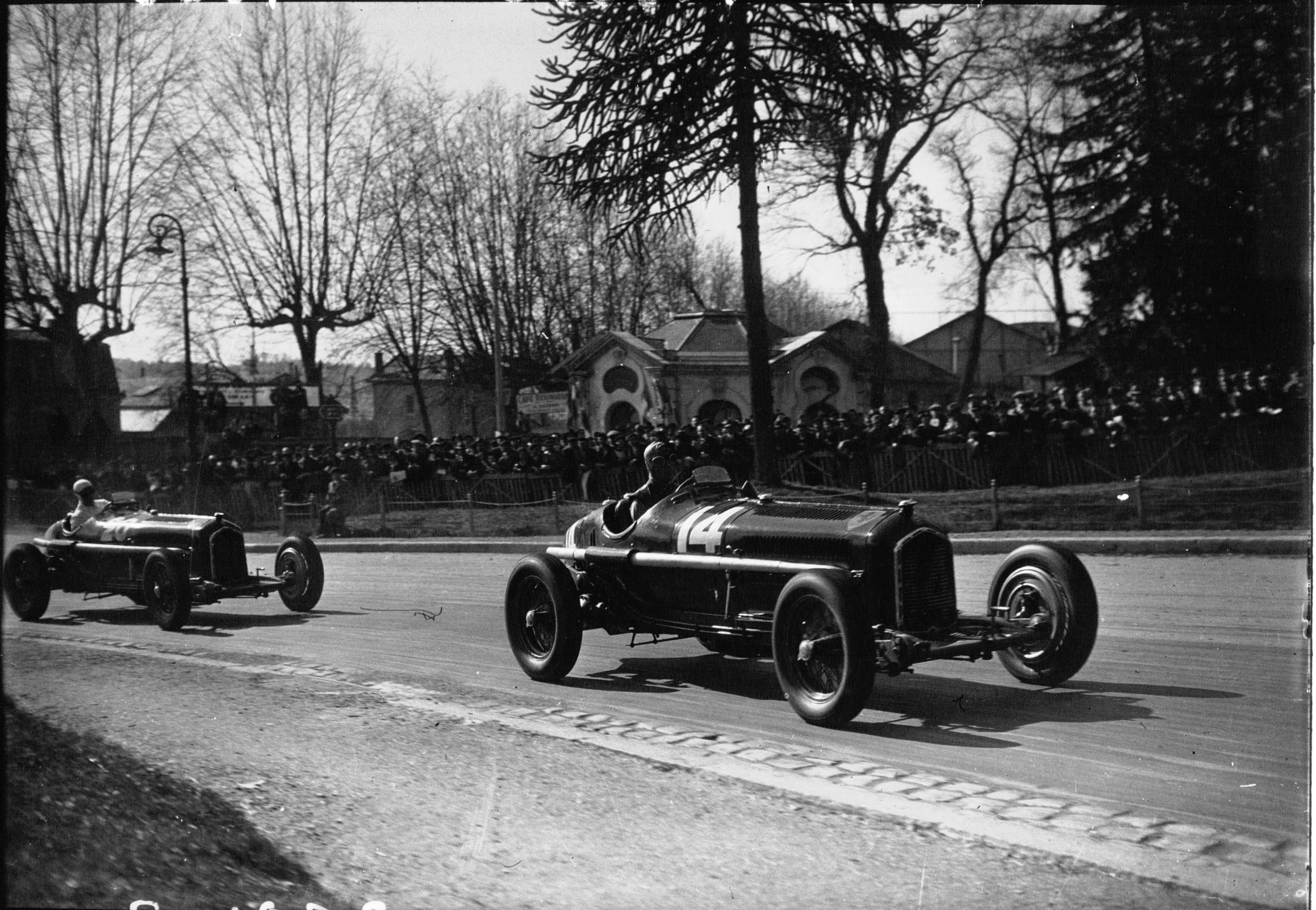
René Dreyfus (#20) e Tazio Nuvolari (#14) al Grand Prix di Pau 1935
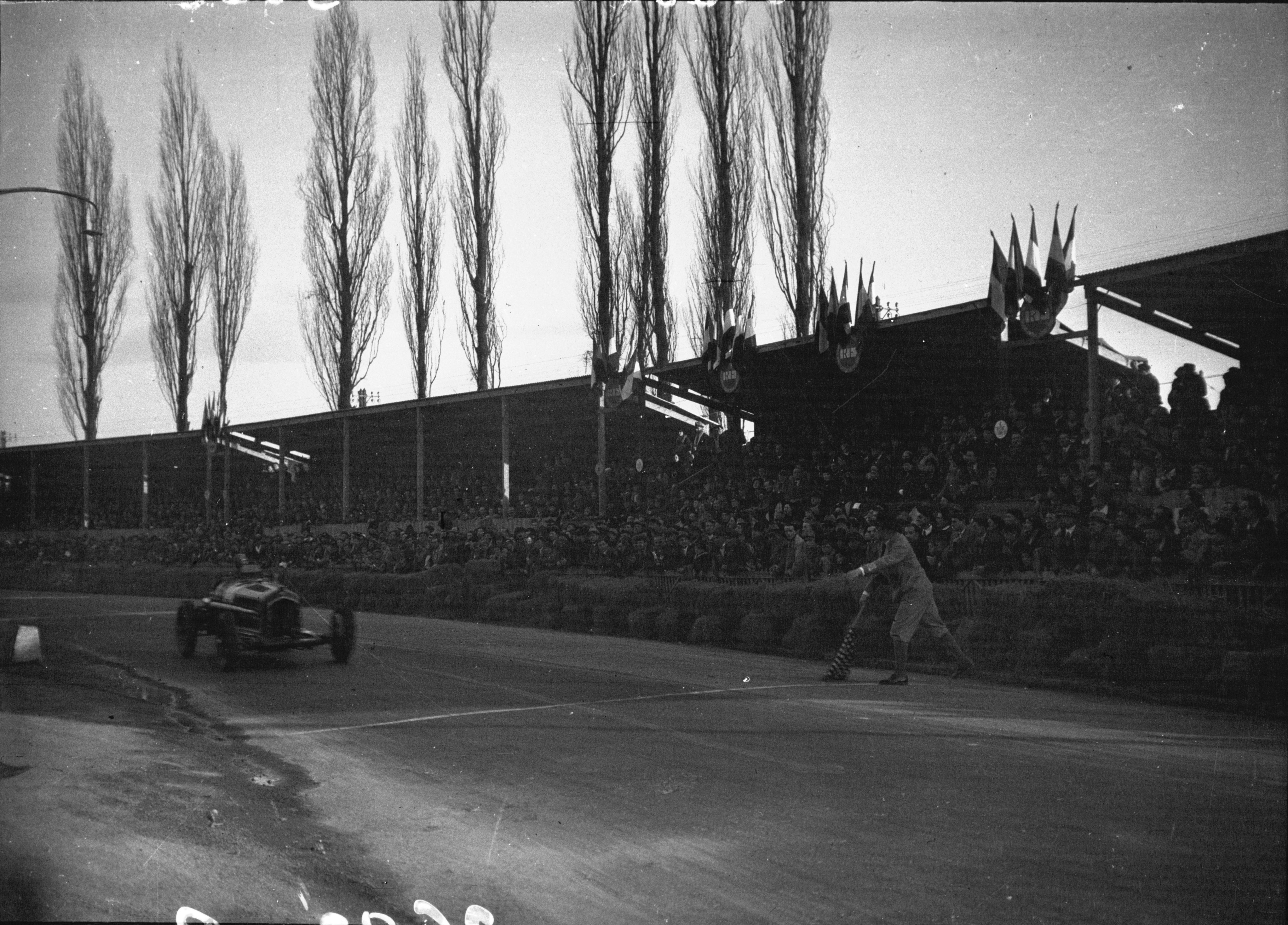
Tazio Nuvolari vince il Gran Premio di Pau 1935
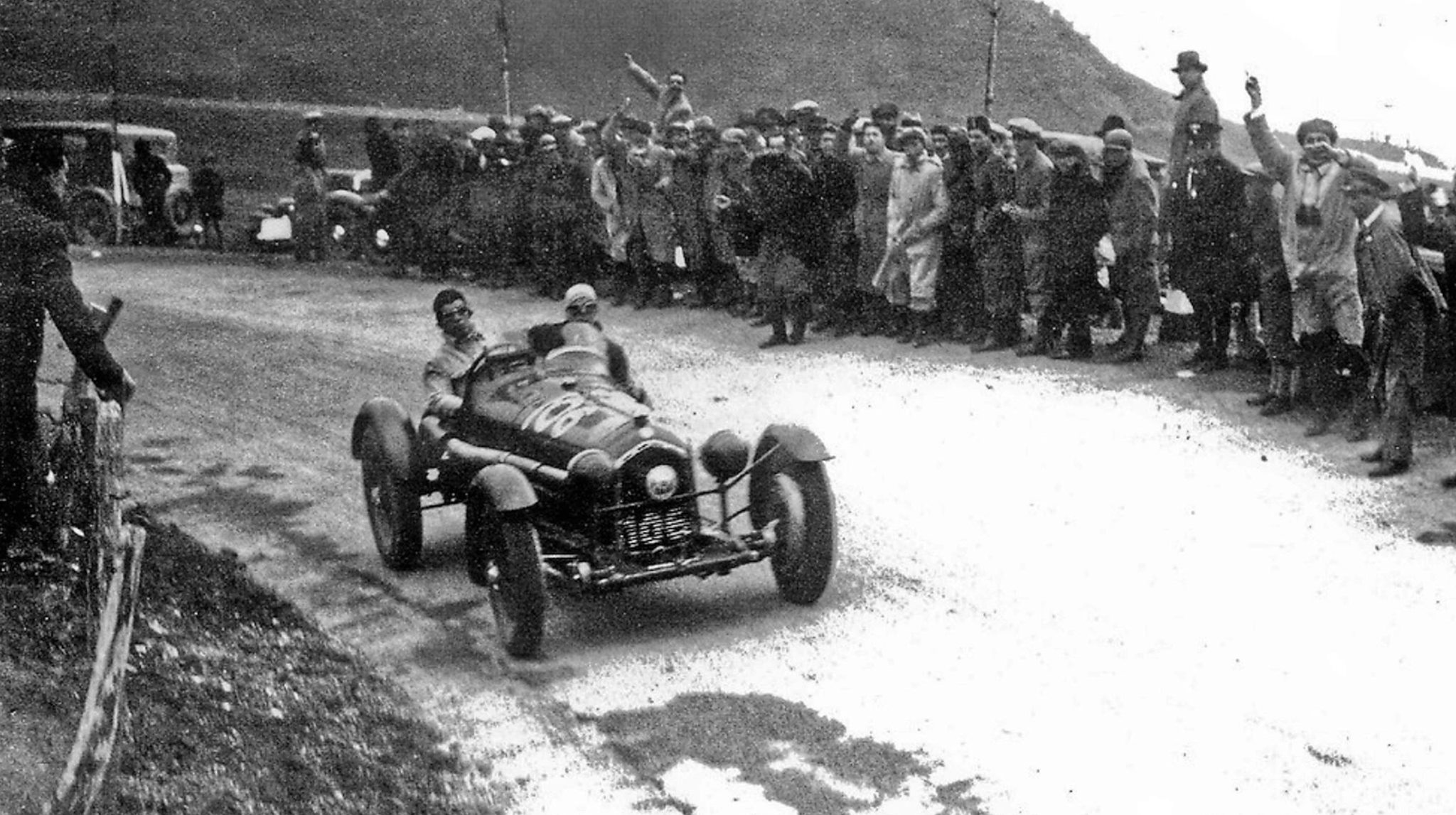
L'Alfa Romeo Tipo B P3 biposto di Carlo Maria Pintacuda e Alessandro dalla Stufa sul passo della Raticosa durante la Mille Miglia 1935

## Curiosità
Sul cofano motore della "P3" con cui vinse il Gran Premio di Germania del 28 luglio 1935, Tazio Nuvolari aveva fatto dipingere il motto "Donne e Motori, Gioie e Dolori", sormontata dall'effigie della tartaruga regalatagli da Gabriele D'Annunzio.